# Talismania longifilis
Talismania longifilis är en fiskart som först beskrevs av Brauer 1902.  Talismania longifilis ingår i släktet Talismania och familjen Alepocephalidae. Inga underarter finns listade i Catalogue of Life.